# Karl-May-Spiele Bischofswerda

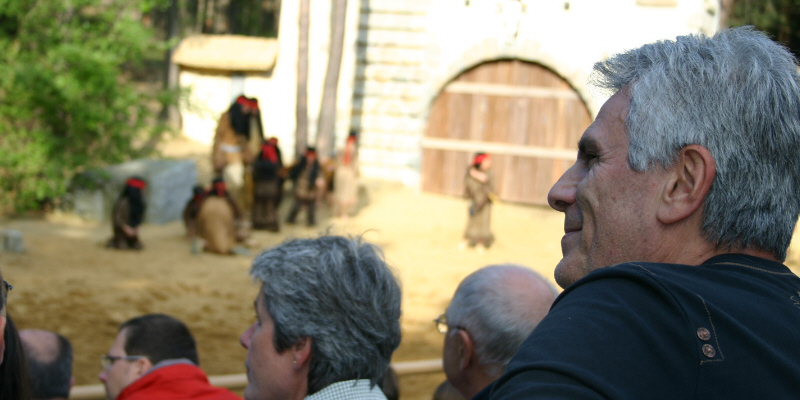
Der Namensgeber des Vereines auf der Waldbühne: Gojko Mitić, 2008

Die Karl-May-Spiele Bischofswerda sind Deutschlands kleinste Karl-May-Spiele mit den jüngsten Darstellern. Die Spielgemeinschaft „Gojko Mitić“ Bischofswerda e.V. veranstaltet diese seit 1993 auf der Waldbühne Bischofswerda. Seit der Gründung ist Uwe Hänchen der Vereinsvorsitzende und Leiter des Projekts. Er führt seitdem jedes Jahr Regie und schrieb die meisten Textbücher selbst.
Für sein Engagement wurde ihm 2017 von Bundespräsident Joachim Gauck der Verdienstorden der Bundesrepublik Deutschland verliehen.
In jedem Jahr besuchen bis zu 12.300 Zuschauer die 22 Vorstellungen auf der kleinen Freilichtbühne im Stadtwald von Bischofswerda. Während ihrer 21. Saison im Jahr 2013 konnten die Bischofswerdaer Karl-May-Spiele den insgesamt 100.000. Zuschauer auf der Waldbühne begrüßen. 2020 konnten aufgrund der weltweiten Coronavirus-Pandemie keine Vorstellungen auf der Waldbühne stattfinden. Stattdessen wurde eine digitale Spielzeit veranstaltet.
In den jährlichen Neuinszenierungen wirken mehr als 80 Kinder und Jugendliche sowie zahlreiche Tiere mit. Neben bis zu zehn Pferden spielten in den vergangenen Jahren schon Esel, Bärenkinder, Ziegen, Hunde, Tauben, Hühner, eine Riesenschlange und Greifvögel mit.
Seit 2002 gibt es auch eine Erwachsenenbesetzung. In ihr spielen ehemalige Kinderdarsteller und Eltern.
Im sechsteiligen Podcast „Winnetou ist kein Apache“ des MDR geht Ben Hänchen, selbst langjähriger Mitwirkender in Bischofswerda, der Frage nach, ob und wie man heutzutage Karl-May-Spiele noch zeitgemäß aufführen kann.

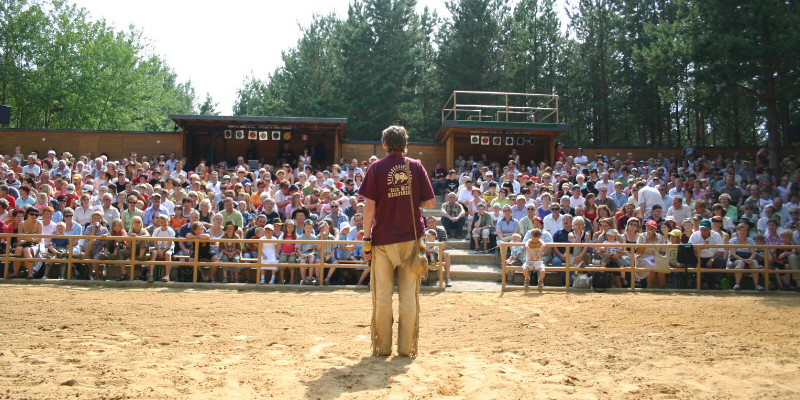
Leiter der Karl-May-Spiele Bischofswerda Uwe Hänchen vor Publikum, 2008
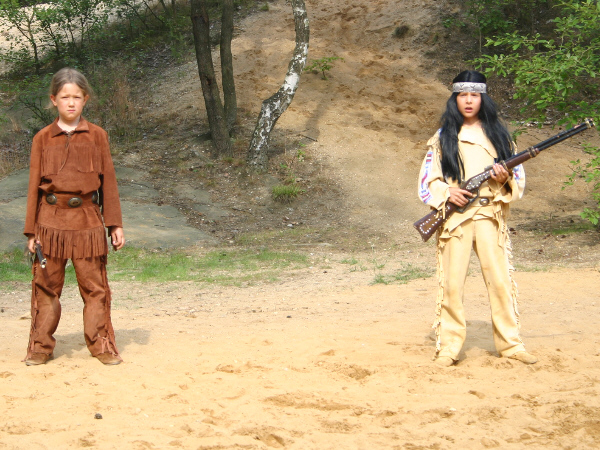
Die kleinsten Blutsbrüder Deutschlands: Vincent Beyer als Old Shatterhand und William Hartmann als Winnetou, 2008
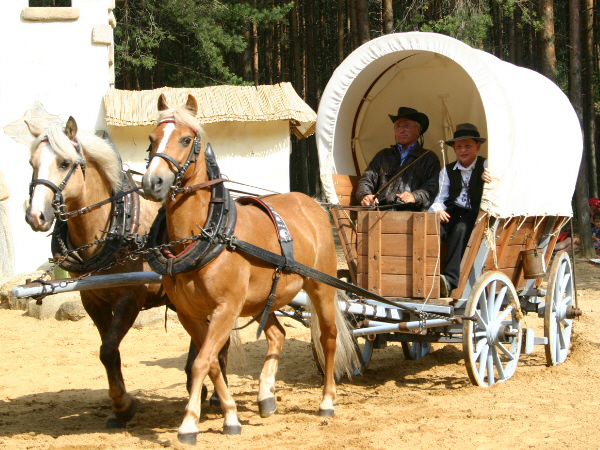
Ein Planwagen rollt über die Stadtwaldbühne, 2008
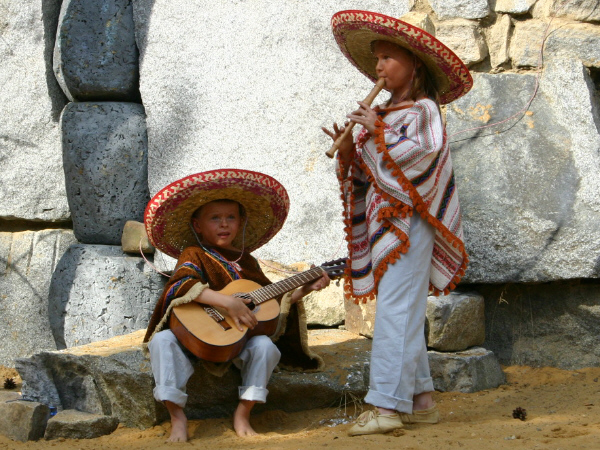
Hanna und Janko Scheudeck als mexikanische Musikanten auf der Waldbühne Bischofswerda, 2008
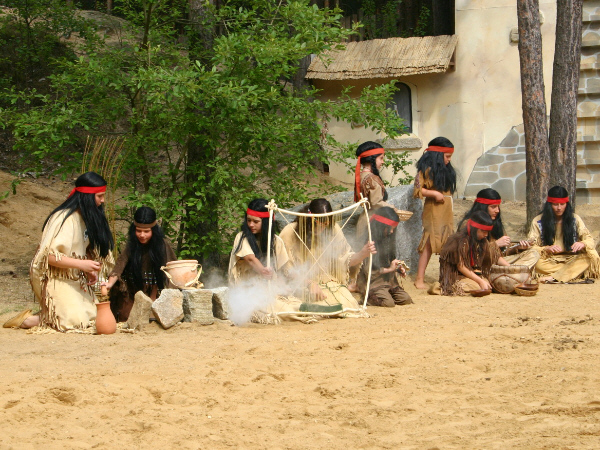
Darsteller der Karl-May-Spiele Bischofswerda zeigen das Leben in einem Indianerdorf
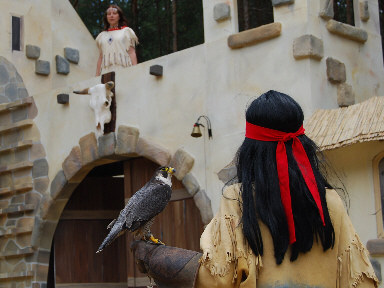
Die Kulisse einer alten mexikanischen Mission, 2008

## Übersicht
| Jahr | Aufführung                                  | Vorstellungen | Besucher |
| ---- | ------------------------------------------- | ------------- | -------- |
| 1993 | Winnetou                                    | 7             | 2.000    |
| 1994 | Winnetou                                    | 4             | 2.000    |
| 1995 | Winnetou und das Gold der Apachen           | 7             | 2.500    |
| 1996 | Winnetou 2                                  | 8             | 2.500    |
| 1997 | Winnetou 3                                  | 12            | 3.700    |
| 1998 | Der Schatz im Silbersee                     | 12            | 3.200    |
| 1999 | Der Ölprinz                                 | 13            | 3.400    |
| 2000 | Der Schwarze Mustang                        | 10            | 2.700    |
| 2001 | Winnetou und der alte Scout                 | 11            | 3.000    |
| 2002 | Winnetou 1                                  | 15            | 3.700    |
| 2003 | Winnetou 2                                  | 15            | 4.000    |
| 2004 | Winnetou 3                                  | 16            | 4.700    |
| 2005 | Der Schatz im Silbersee                     | 16            | 6.200    |
| 2006 | Unter Geiern – Der Sohn des Bärenjägers     | 16            | 6.500    |
| 2007 | Unter Geiern – Der Geist des Llano Estacado | 16            | 6.700    |
| 2008 | Im Tal des Todes                            | 16            | 7.000    |
| 2009 | Old Surehand                                | 16            | 7.200    |
| 2010 | Die Felsenburg                              | 16            | 6.900    |
| 2011 | Halbblut                                    | 15            | 7.500    |
| 2012 | Winnetou 1                                  | 20            | 9.200    |
| 2013 | Der Ölprinz                                 | 20            | 10.600   |
| 2014 | Old Firehand                                | 20            | 10.800   |
| 2015 | Old Shatterhand                             | 20            | 10.800   |
| 2016 | Das Gold der Apachen                        | 20            | 10.800   |
| 2017 | Der Schatz im Silbersee                     | 22            | 11.800   |
| 2018 | Tödlicher Staub                             | 22            | 11.300   |
| 2019 | Unter Geiern – Der Sohn des Bärenjägers     | 22            | 12.300   |
| 2020 | Digitale Spielzeit (Corona-Pandemie)        | 0             | 0        |
| 2021 | Unter Geiern – Der Geist des Llano Estacado |               |          |
| 2022 | Old Surehand                                |               |          |
| 2023 | Winnetou I                                  |               |          |